# لوزیر
لوزیر (انگلیسی: Lozier) شرکت خودروسازی آمریکایی بود، که در سال ۱۹۰۰ هنری لوزیر تأسیس شد و در سال ۱۹۱۸ منحل گردید.